# Marie Kovářová
Marie Kovářová, po mężu Ďurovičová (ur. 11 maja 1927 w Lulču, zm. 4 stycznia 2023) – czeska gimnastyczka, mistrzyni olimpijska z 1948. W czasie swojej kariery sportowej reprezentowała Czechosłowację.

## Kariera sportowa
Zdobyła złoty medal w wieloboju drużynowym na igrzyskach olimpijskich w 1948 w Londynie. Jej koleżankami w reprezentacji Czechosłowacji były: Zdeňka Honsová, Miloslava Misáková, Milena Müllerová, Věra Růžičková, Olga Šilhánová, Božena Srncová i Zdeňka Veřmiřovská. Pierwotnie w zespole miała występować Eliška Misáková, młodsza siostra Miloslavy. Jednak po przylocie do Londynu wykryto u niej chorobę Heinego-Medina i umieszczono w szpitalu, w którym zmarła w czasie rozgrywanych zawodów olimpijskich w gimnastyce.
Wielobój drużynowy był jedyną kobiecą konkurencją gimnastyczną rozgrywaną na tych igrzyskach olimpijskich. Kolejność drużyn była ustalana na podstawie wyników indywidualnych sześciu najlepszych gimnastyczek spośród ośmiu tworzących drużynę. W nieoficjalnej klasyfikacji indywidualnej Kovářová zajęła 28. miejsce.
Po igrzyskach jeszcze przez kilka lat uprawiała gimnastykę, ale zakończyła ją, gdy władze Czechosłowacji rozwiązały organizację Sokół, z którą była związana w Brnie. Później pracowała w firmie Stavoprojekt w Brnie, a po przejściu na emeryturę zamieszkała w Pradze.